# Relaciones Guatemala-México
Las relaciones entre la República de Guatemala y los Estados Unidos Mexicanos comprenden los lazos tanto diplomáticos, como económicos, históricos y culturales entre ambas naciones. Ambos son países limítrofes que comparten en América Central una frontera común de unos 958 kilómetros de longitud. Las relaciones diplomáticas datan formalmente del año de 1838.
Los dos países pertenecen a la Asociación de Estados del Caribe, Comunidad de Estados Latinoamericanos y Caribeños, Naciones Unidas, Organización de Estados Americanos y la Organización de Estados Iberoamericanos para la Educación, la Ciencia y la Cultura. 

## Historia

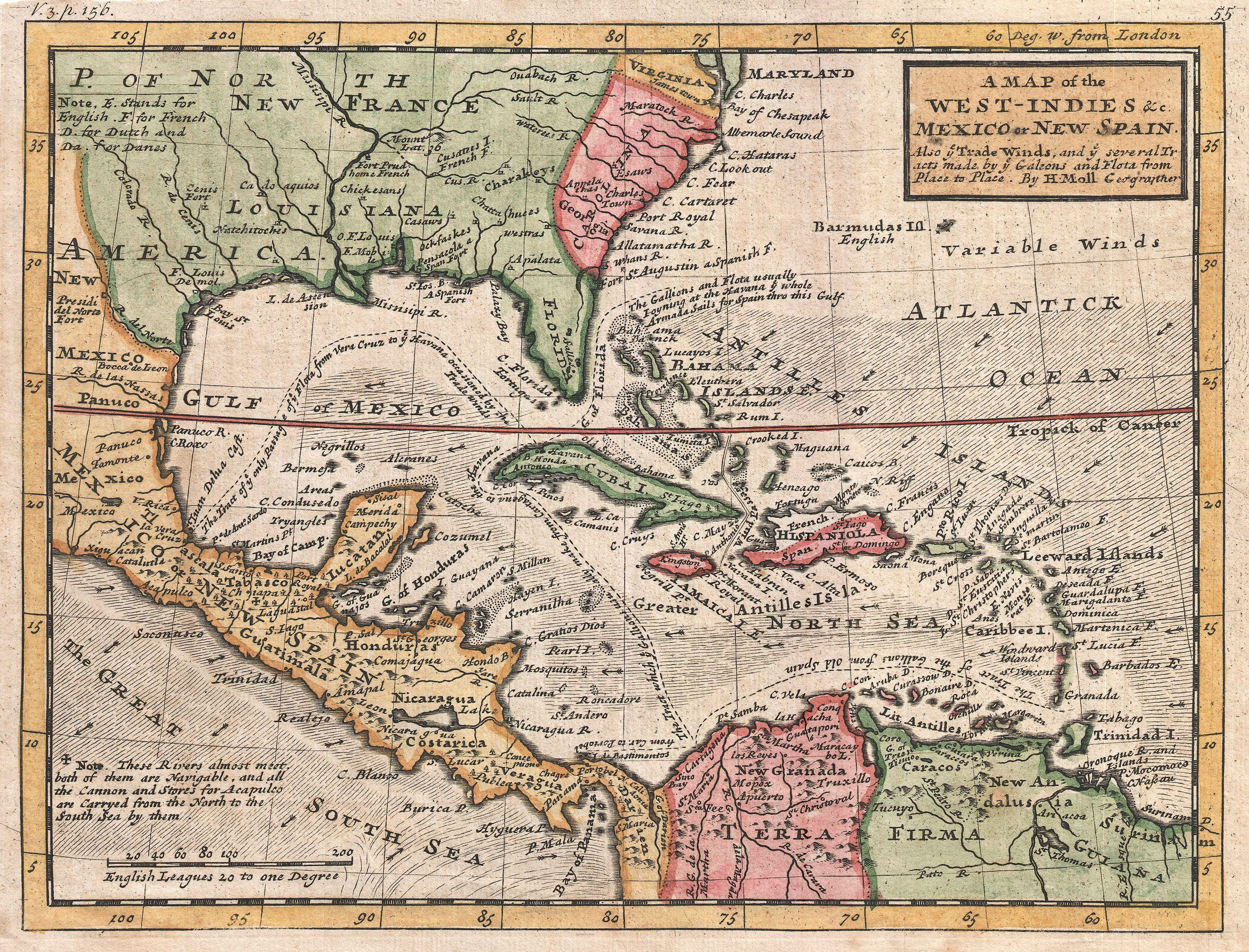
Mapa de 1732 que muestra a Guatemala y México como parte de lo que solía conocerse como la Nueva España.

La cultura maya abarcó el sur de México y toda Guatemala durante la época precolombina, formando una continuidad lingüística y cultural. Tras la conquista española a partir del siglo XVI, Guatemala quedó organizada en una capitanía general dependiente en lo administrativo de la Nueva España pero con autonomía judicial.
Tras la independencia, México y Guatemala estuvieron brevemente unidos de 1822 a 1823 bajo el Primer Imperio Mexicano, año en que el territorio de la actual Guatemala se separa para formar parte de las Provincias Unidas del Centro de América, misma que recibe reconocimiento oficial de la República Mexicana en 1824. Las Provincias Unidas se desintegrarían en 1838, adquiriendo Guatemala su independencia. Ese mismo año iniciaron las relaciones diplomáticas con México. Desde 1824, un caso de fricción recurrente entre México y las Provincias Unidas y más tarde entre México y Guatemala fue la posesión de la región fronteriza del Soconusco, misma que fue zanjada en 1842 con la incorporación definitiva de esa región a México. 
Ambas naciones establecieron relaciones diplomáticas en septiembre de 1848 y pronto se abrieron misiones diplomáticas. En 1882, se firmó un tratado de límites que definía la frontera entre ambos países. En 1926, las dos misiones diplomáticas residentes de ambas naciones fueron elevadas a embajadas.
En 1954, el presidente reformista de Guatemala Jacobo Árbenz fue derrocado en un golpe de Estado respaldado por los estadounidenses y reemplazado por una junta militar; debido a sus disputas y oposición contra la United Fruit Company. Este incidente fue conocido como el golpe de Estado guatemalteco. Después de renunciar a la presidencia, Árbenz y su familia y varios otros aliados políticos buscaron asilo en la embajada de México. Después de varias semanas en la embajada, Árbenz, su familia y sus seguidores políticos pudieron abandonar el país hacia México. Árbenz murió en 1971.
En diciembre de 1958 ocurrió un incidente en que barcos pesqueros mexicanos fueron atacados por la Fuerza Aérea Guatemalteca (FAG) en aguas territoriales de Guatemala. El saldo fue de tres pescadores muertos y catorce heridos. Diez de los sobrevivientes fueron sometidos a interrogación militar por parte de Guatemala. Este conflicto resultó en que se cortaron las relaciones diplomáticas y se movilizaron tropas hacia la frontera en ambos lados y aviones de combate mexicanos ingresaron al espacio aéreo guatemalteco para atacar el principal aeropuerto internacional del país, sin embargo, justo antes de que el ataque tuviera lugar, el recién elegido presidente mexicano Adolfo López Mateos suspendió el ataque. En septiembre de 1959, con la mediación de Brasil y Chile; se restablecieron las relaciones diplomáticas entre Guatemala y México.
Desde 1960-1996, Guatemala se involucró en una guerra civil. Durante este período, México se convirtió en el hogar de más de 45,000 refugiados guatemaltecos y solicitantes de asilo, la mayoría de ellos de ascendencia indígena. Desde el final de la guerra civil, las relaciones entre ambas naciones han mejorado enormemente y ambas naciones trabajan juntas para combatir la trata de personas, el crimen organizado y los narcóticos.

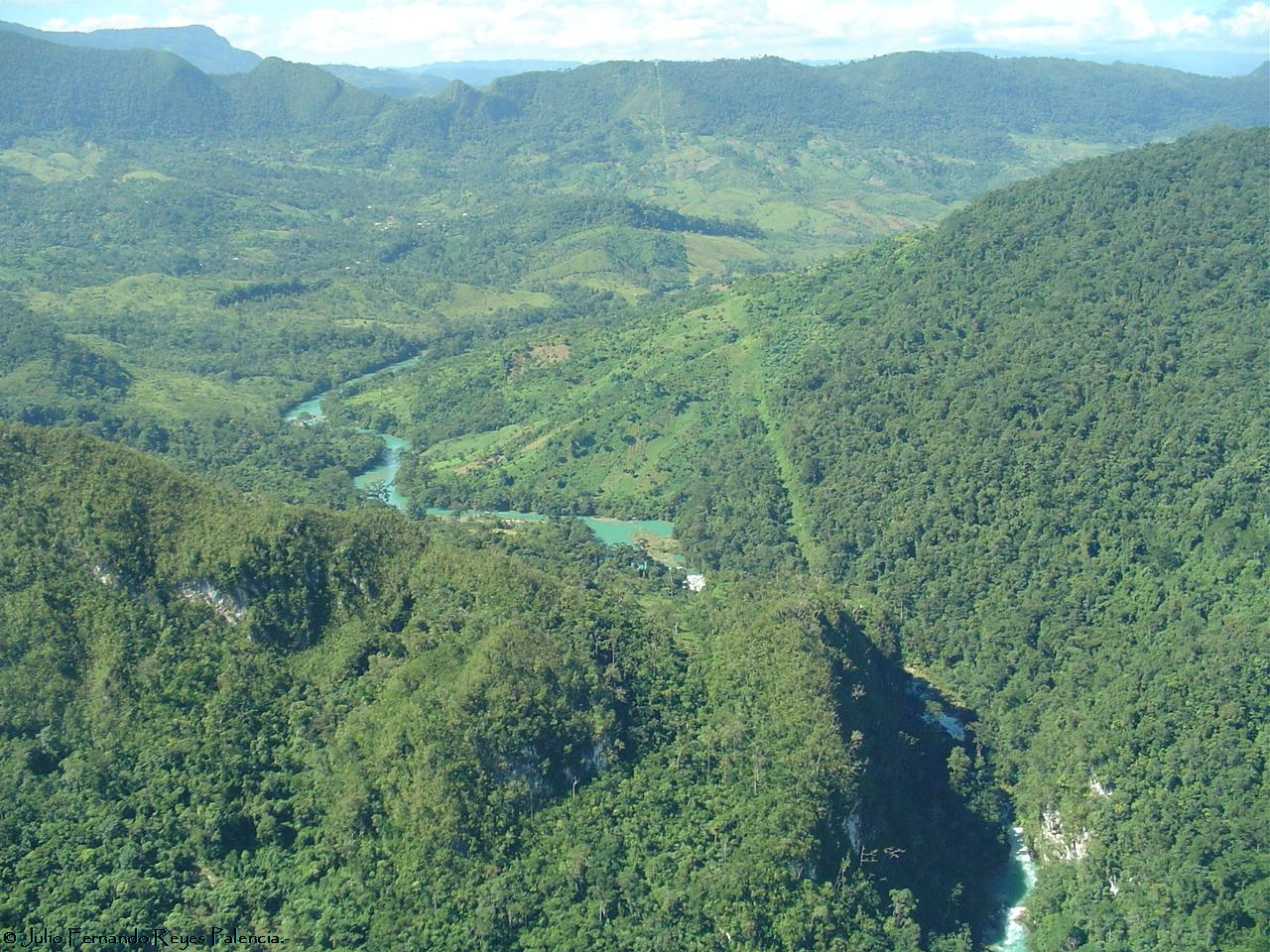
Esta es una toma de un paisaje ubicado en la frontera Guatemala-México. El lado izquierdo de la línea fronteriza es Guatemala.

Cada año, miles de migrantes guatemaltecos ingresan a México a través de la frontera sur y principalmente transitan por el país en su camino hacia Estados Unidos. Muchos abandonan su país en busca de mejores oportunidades en Estados Unidos y en México y para escapar de la violencia desenfrenada en Guatemala. En 2013, México detuvo y deportó a más de 30.000 ciudadanos guatemaltecos de regreso a su país. En 2010, se registraron 35,322 residentes legales guatemaltecos viviendo en México. También hay varios miles de ciudadanos guatemaltecos que cruzan la frontera diariamente para trabajar en México y regresar a Guatemala al final del día.
En agosto de 2018, el entonces presidente electo mexicano Andrés Manuel López Obrador se reunió con el presidente guatemalteco Jimmy Morales en Tuxtla Gutiérrez, Chiapas, el primer jefe de Gobierno con quien sostuvo una reunión después de ganar las elecciones. El presidente Morales regresó a México para asistir a la toma de posesión del presidente López Obrador en la Ciudad de México, el 1 de diciembre de 2018.
En 2018, varios miles de guatemaltecos formaron parte de las caravanas de migrantes centroamericanos y atravesaron todo México hasta la ciudad norteña de Tijuana para solicitar asilo en los Estados Unidos. En 2018-2019, los guatemaltecos que solicitaron asilo en México habían aumentado un 224%. Muchos eligen permanecer en México en lugar de enfrentar la incertidumbre de intentar solicitar asilo en Estados Unidos y además no desear que se les niegue el asilo y los deporten de regreso a Guatemala. En 2022, 1.400 guatemaltecos solicitaron asilo en México.
En 2020, el presidente guatemalteco Alejandro Giammattei realizó una visita a México. En mayo de 2021, el presidente Giammattei regresó a México en una visita de Estado y, junto con el presidente López Obrador, ambos líderes emitieron una disculpa a las comunidades mayas de sus respectivas naciones. En mayo de 2022, el presidente mexicano Andrés Manuel López Obrador visitó Guatemala en su primera gira por Latinoamérica.
En 2023, el Gobierno mexicano inició un programa llamado Sembrando Vida donde la Agencia Mexicana de Cooperación Internacional para el Desarrollo (Amexcid) proporciona $250 dólares a 4.750 agricultores guatemaltecos por un período máximo de ocho meses, así como insumos agrícolas como semillas, árboles y abonos ecológicos elaborados en biofábricas, y asesoramiento técnico con formación en campo. En octubre de 2024, el presidente Bernardo Arévalo viajó a México para asistir a la toma de posesión de la presidenta Claudia Sheinbaum. En agosto de 2025, la presidenta Sheinbaum viajó a Péten, Guatemala y se reunió con el presidente Arévalo.

## Visitas de alto nivel

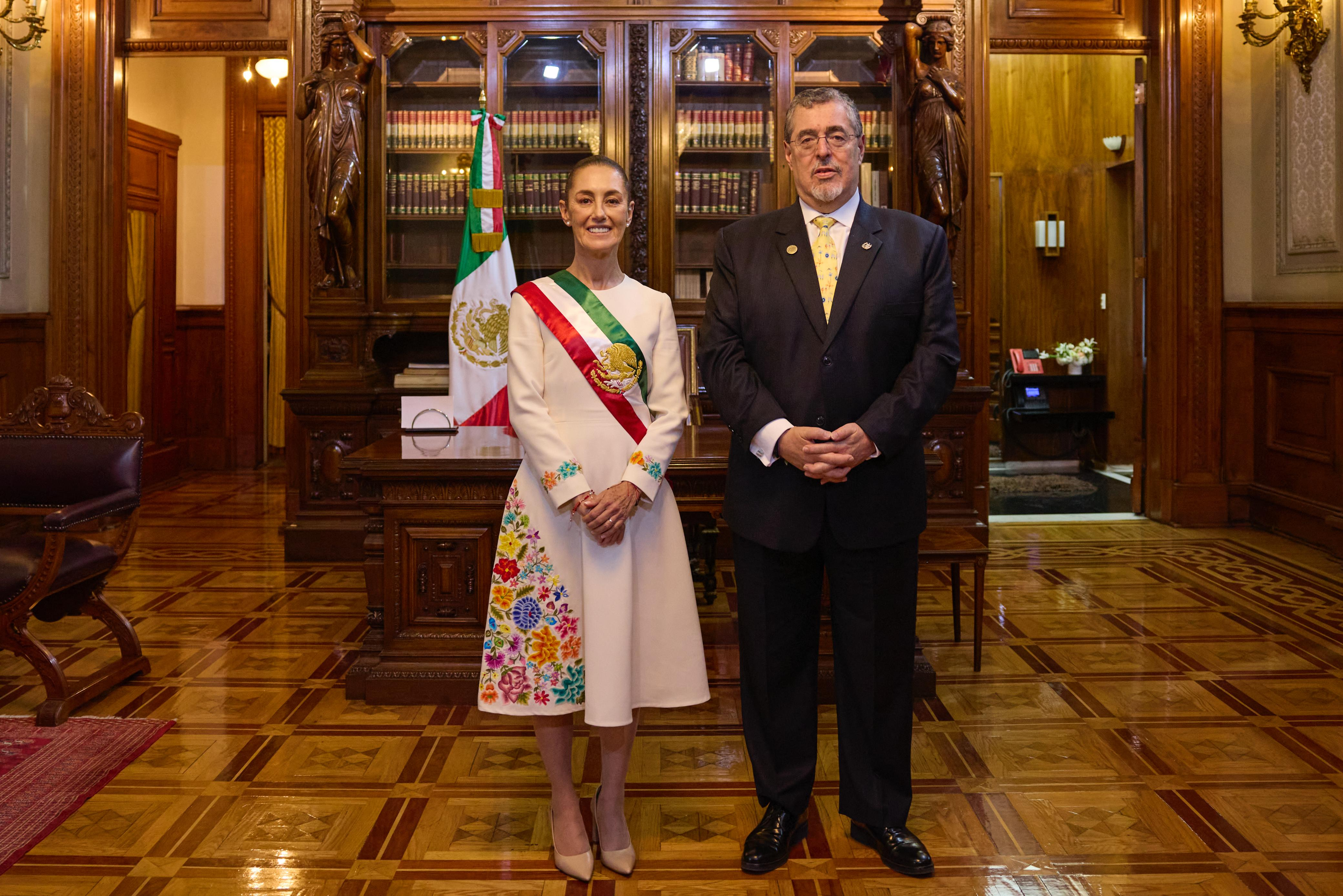
La presidenta Claudia Sheinbaum y el presidente Bernardo Arévalo en la Ciudad de México; octubre de 2024.

Visitas presidenciales de Guatemala a México
- Presidente Juan José Arévalo (1946)
- Presidente Kjell Eugenio Laugerud García (1976)
- Presidente Vinicio Cerezo (1986, 1988, 1990)
- Presidente Jorge Serrano Elías (1991, 1993)
- Presidente Álvaro Arzú Irigoyen (1996)
- Presidente Alfonso Portillo (2000, 2002)
- Presidente Óscar Berger (2005, 2006, 2007)
- Presidente Álvaro Colom (2010, 2011)
- Presidente Otto Pérez Molina (2014, 2015)
- Presidente Jimmy Morales (2018)
- Presidente Alejandro Giammattei (2020, agosto y septiembre de 2021)
- Presidente Bernardo Arévalo (mayo y octubre de 2024)

Visitas presidenciales de México a Guatemala
- Presidente Gustavo Díaz Ordaz (1966)
- Presidente Luis Echeverría Álvarez (1975)
- Presidente José López Portillo (1981)
- Presidente Miguel de la Madrid (1987)
- Presidente Carlos Salinas de Gortari (1991, 1992)
- Presidente Ernesto Zedillo (1995, 1996, 2000)
- Presidente Vicente Fox (2004, 2006)
- Presidente Felipe Calderón (2008, 2009, 2011, 2012)
- Presidente Enrique Peña Nieto (2013, 2017, 2018)
- Presidente Andrés Manuel López Obrador (2022)
- Presidenta Claudia Sheinbaum (2025)

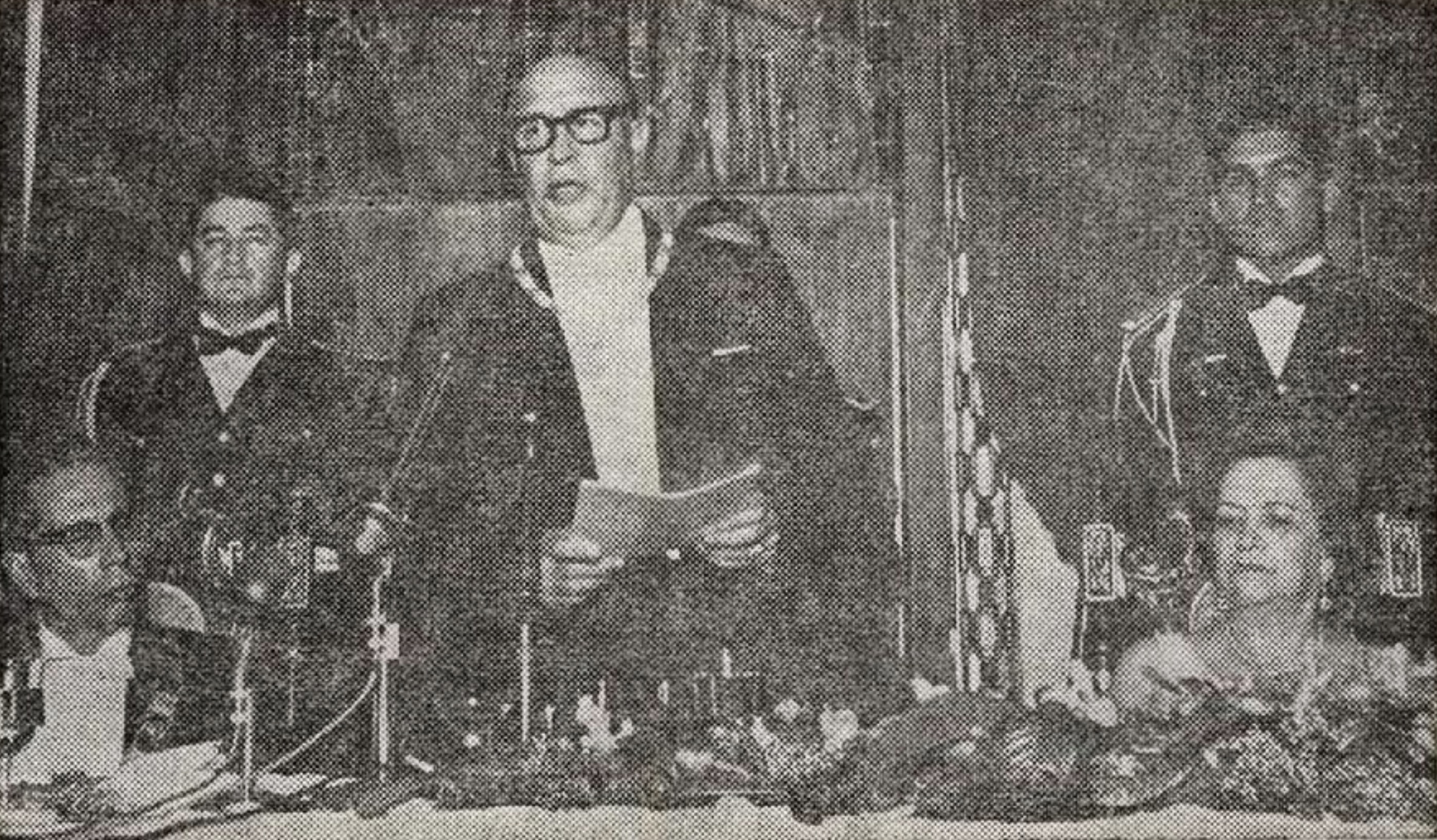
El presidente Enrique Peralta Azurdia y el presidente Gustavo Díaz Ordaz en la Ciudad de Guatemala; 1966.
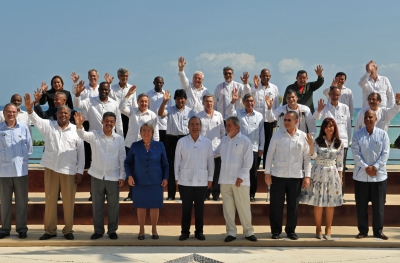
El presidente Felipe Calderón y el presidente Álvaro Colom en Cancún; 2010.
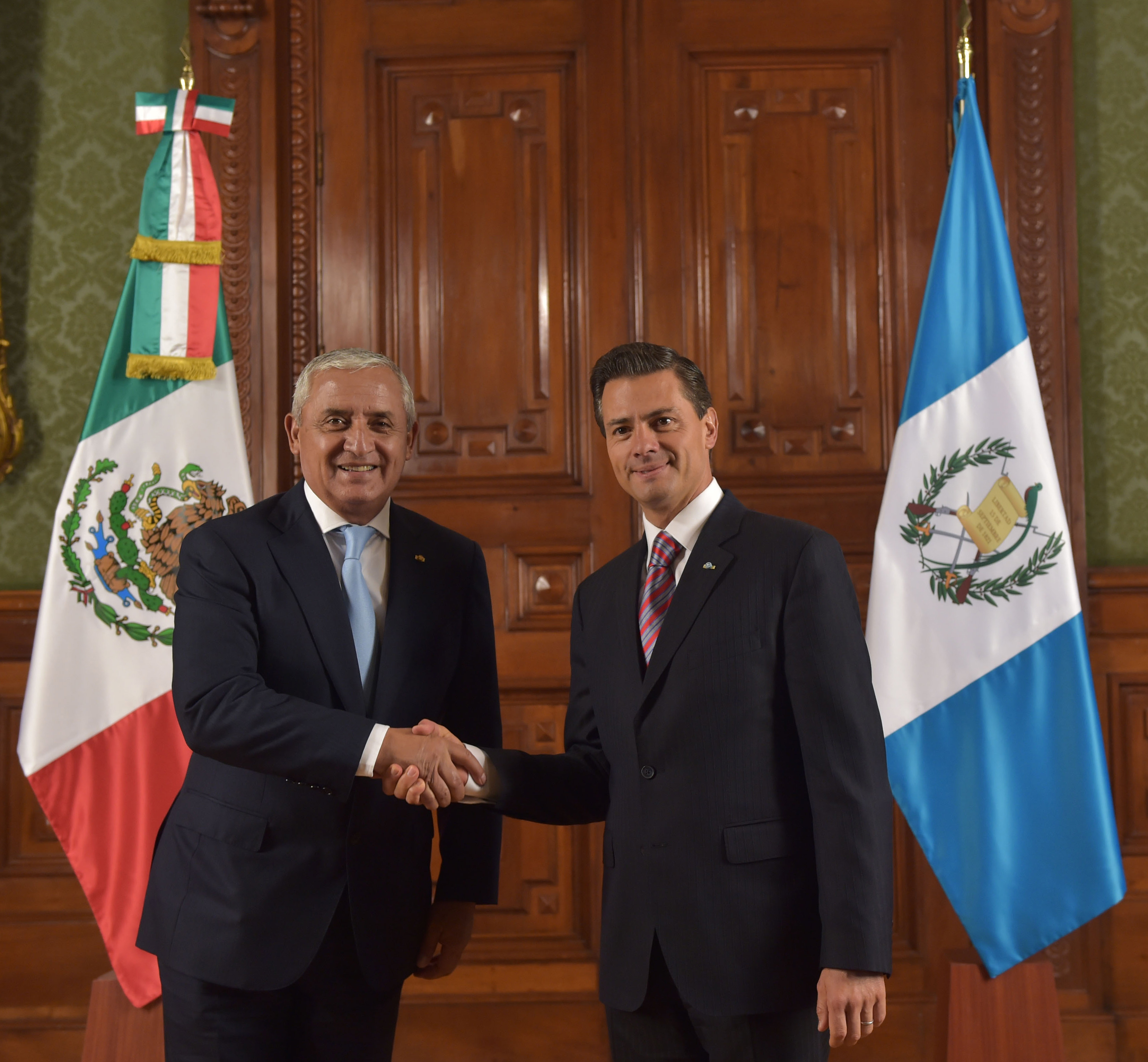
El presidente Otto Pérez Molina y el presidente Enrique Peña Nieto en la Ciudad de México; 2015.
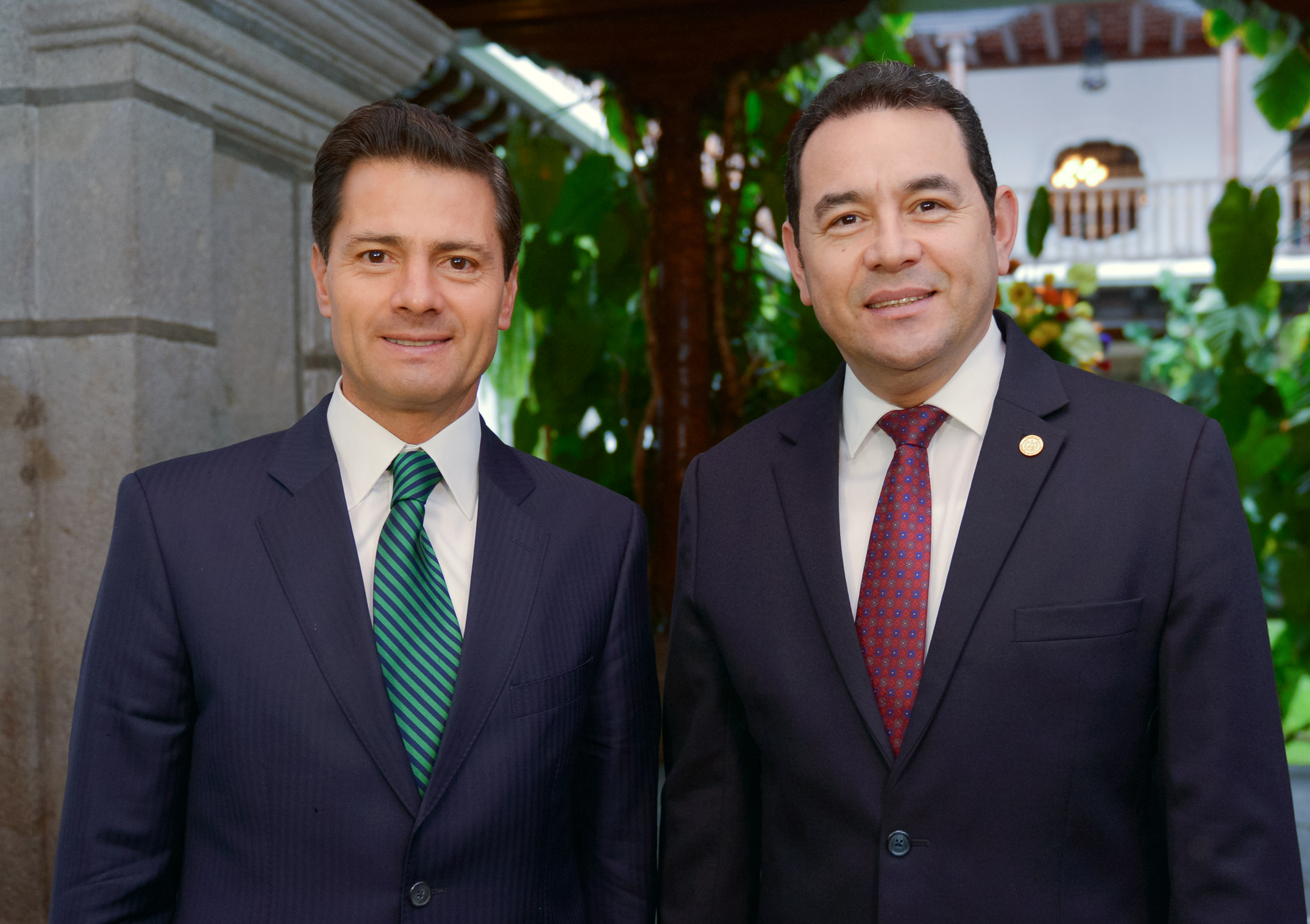
El presidente Enrique Peña Nieto y el presidente Jimmy Morales en la Ciudad de Guatemala; 2017.
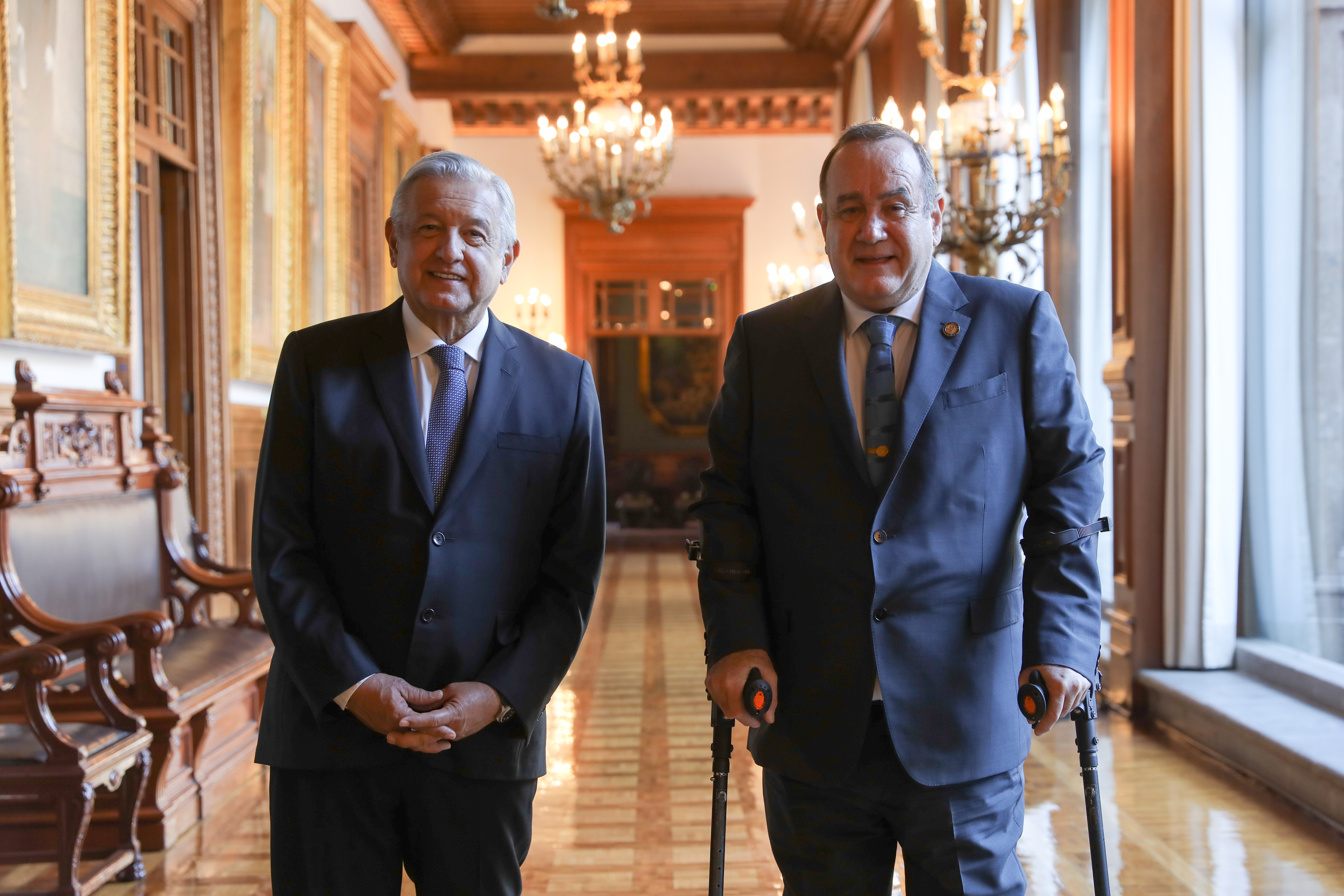
El presidente Andrés Manuel López Obrador y el presidente Alejandro Giammattei; 2021.
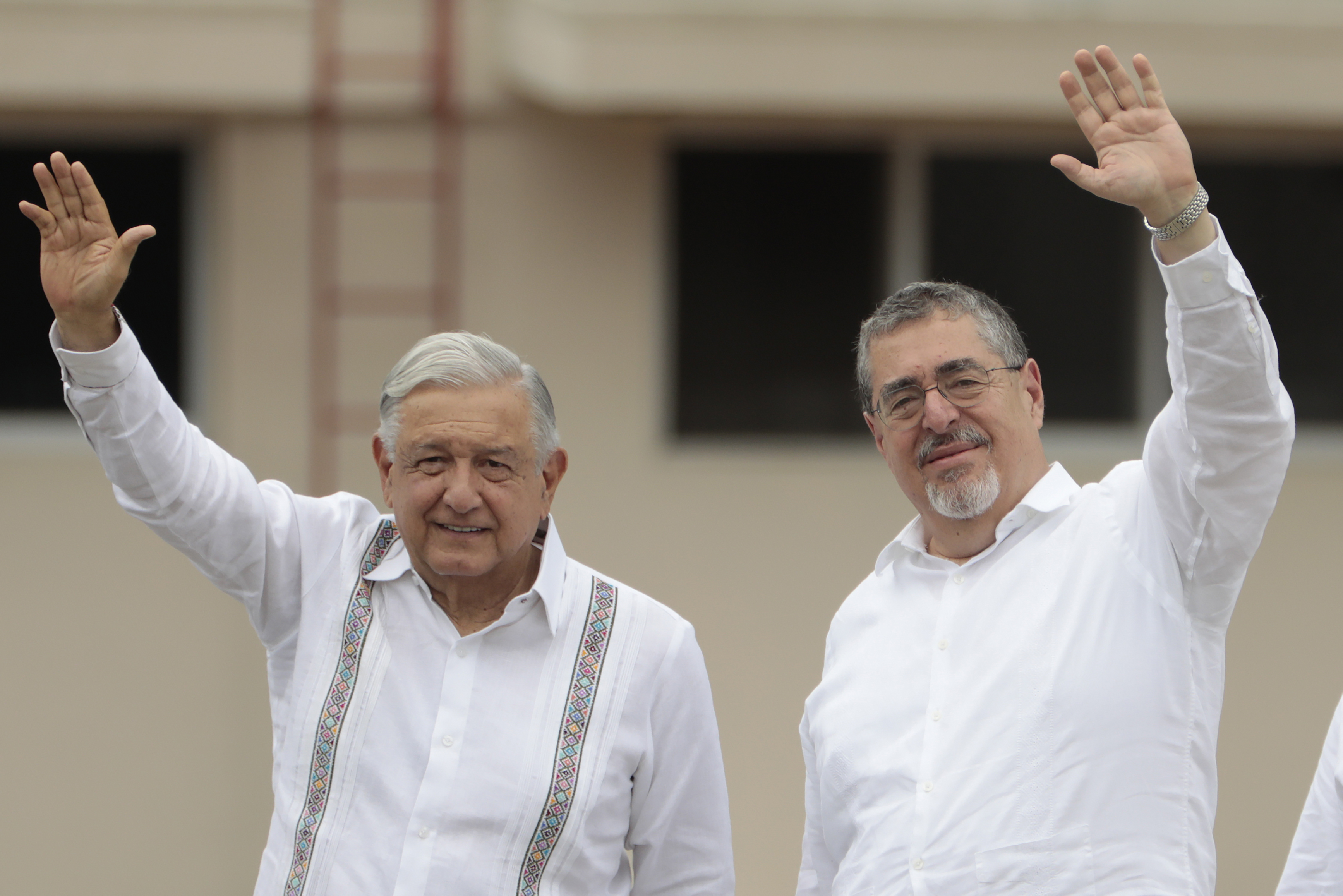
El presidente Andrés Manuel López Obrador y el presidente Bernardo Arévalo en Chiapas; 2024.

## Acuerdos bilaterales
Ambas naciones han firmado varios acuerdos bilaterales, como un Tratado sobre límites fronterizos (1882); Acuerdo sobre Telecomunicaciones (1963); Acuerdo para la Protección y Restitución de Monumentos Arqueológicos, Artísticos e Históricos entre ambas naciones (1975); Acuerdo de Cooperación Turística (1987); Acuerdo de Cooperación para la Prevención y Atención en Casos de Desastres Naturales (1987); Acuerdo sobre Protección y Mejora del Medio Ambiente en la Zona Fronteriza (1987); Acuerdo sobre transporte aéreo (1992); Tratado sobre la ejecución de las penas penales (1996); Tratado de Cooperación sobre Asistencia Legal Mutua (1996); Tratado para la recuperación y devolución de vehículos y aeronaves robados o asunto de disposición ilícita (1997); Tratado de Extradición (1997); Acuerdo de Cooperación Científica y Técnica (1998); Tratado de Cooperación Mutua para el intercambio de información sobre transacciones financieras realizadas a través de instituciones financieras para prevenir, detectar y combatir operaciones de origen ilegal o lavado de dinero (2002); Acuerdo para Establecer una Comisión de Salud Fronteriza México-Guatemala (2003); Acuerdo sobre el reconocimiento mutuo de certificados de estudios, títulos y grados académicos en el nivel primario, secundario y secundario superior o sus equivalentes (2009); Acuerdo de Cooperación Educativa, Cultural y Deportiva (2011) y un Acuerdo de Cooperación para Combatir el Tráfico Ilícito de Estupefacientes, Sustancias Psicotrópicas, Precursores Químicos, Productos y Productos Químicos Esenciales o Preparaciones que los contienen, sus Ofensas Relacionadas, así como la dependencia de Drogas (2015).

## Transporte y cruce de fronteras

Conectividad aérea entre Guatemala y México.

Hay vuelos directos entre ambas naciones con Aeroméxico, Aeroméxico Connect, Avianca Guatemala, Transportes Aéreos Guatemaltecos, Volaris y Volaris El Salvador. También hay varios cruces fronterizos a lo largo de frontera Guatemala-México.

## Comercio
En junio de 2000, México y Guatemala, junto con El Salvador y Honduras firmaron un Tratado de Libre Comercio que entró en vigor en 2001. Desde entonces, tanto Costa Rica como Nicaragua se han sumado al acuerdo de libre comercio. En 2023, el comercio bilateral entre ambas naciones ascendió a $2.8 mil millones de dólares. Las exportaciones de Guatemala a México incluyen: caña de azúcar, aceite de palma, prendas de vestir, caucho natural, semillas, mariscos y productos de base química. Las exportaciones de México a Guatemala incluyen: alambres y cables eléctricos, productos a base de acero, vehículos de motor, productos químicos y frutas.
Las empresas multinacionales mexicanas como América Móvil, Banco Azteca, Cemex, Gruma, Grupo Bimbo y Grupo Elektra (entre otras) operan en Guatemala.

## Misiones diplomáticas residentes

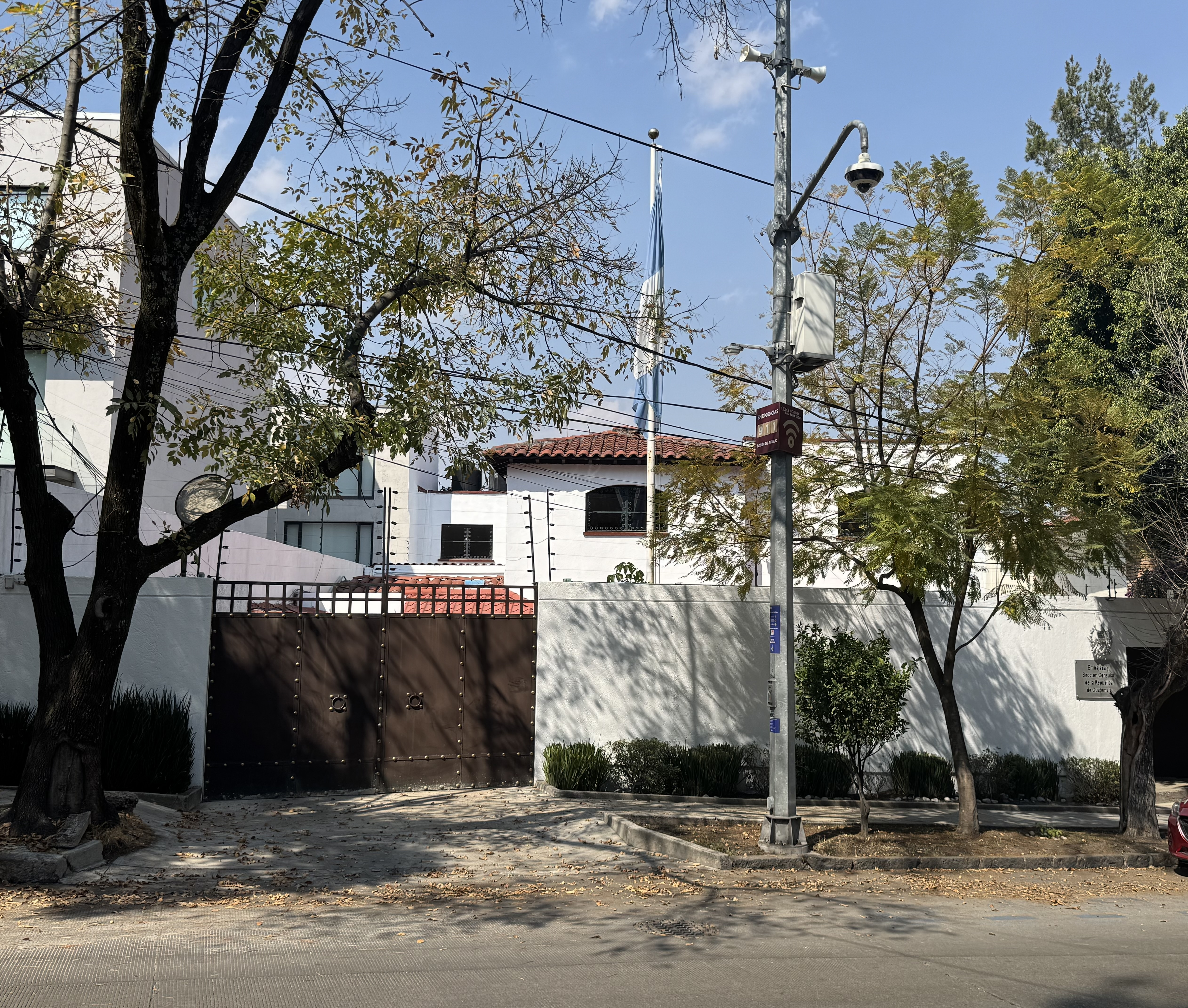
Embajada de Guatemala en la Ciudad de México

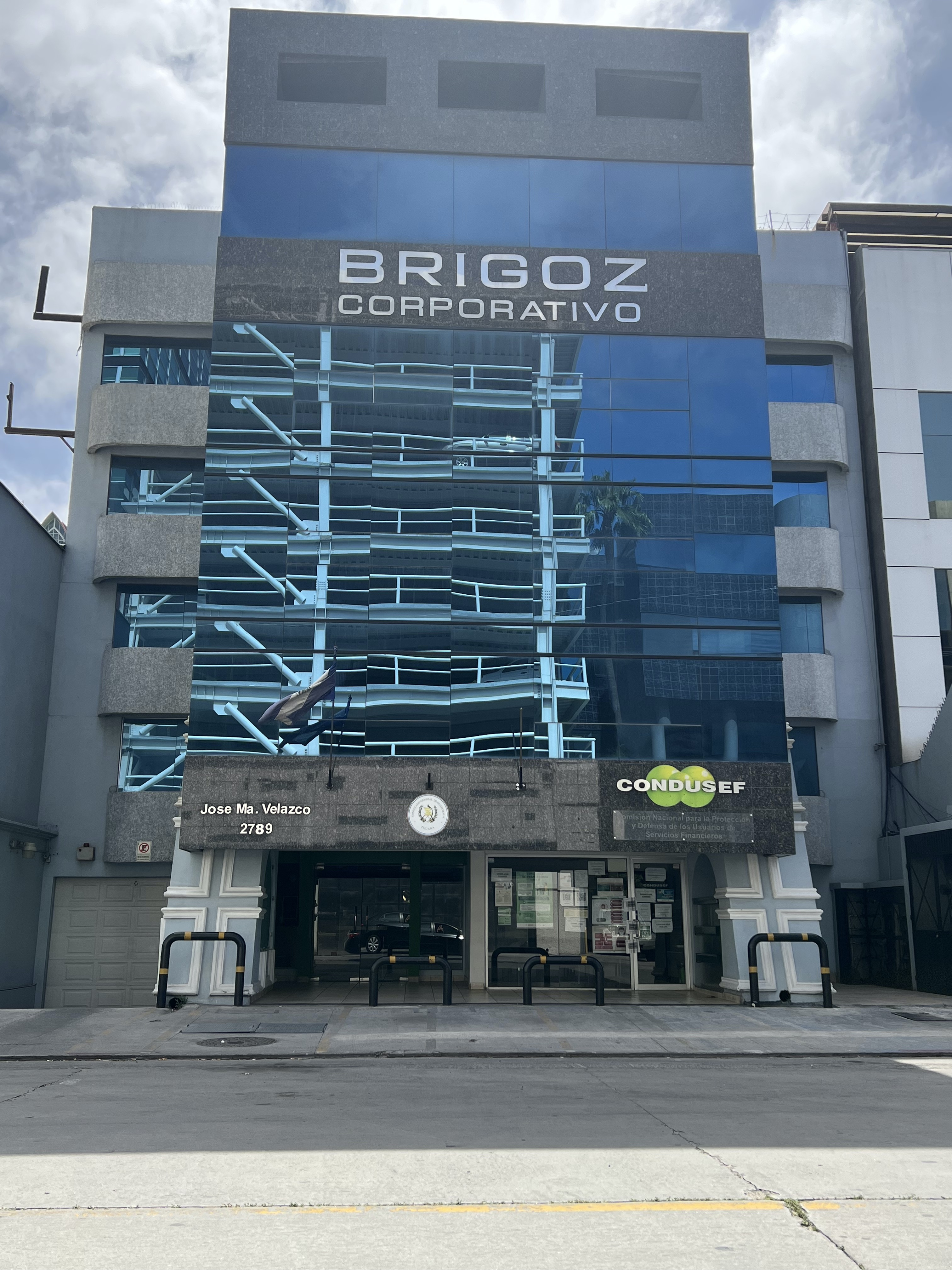
Consulado-General de Guatemala en Tijuana

| de Guatemala en México - Ciudad de México (Embajada) - Cancún (Consulado-General) - Monterrey (Consulado-General) - Oaxaca de Juárez (Consulado-General) - San Luis Potosí (Consulado-General) - Tapachula (Consulado-General) - Tenosique (Consulado-General) - Tijuana (Consulado-General) - Tuxtla Gutiérrez (Consulado-General) - Veracruz (Consulado-General) - Acayucan (Consulado) - Ciudad Hidalgo (Consulado) - Comitán (Consulado) - Arriaga (Oficina consular) | de México en Guatemala - Ciudad de Guatemala (Embajada) - Flores (Consulado) - Quetzaltenango (Consulado) - Tecún Umán (Consulado) |